# Fattig og rig
Fattig og rig er en dansk stumfilm fra 1915, der er instrueret af Emanuel Gregers.

## Handling
Denne artikel mangler et handlingsreferat. Hjælp os med at skrive det.

## Medvirkende
- Peter S. Andersen - Jones
- Valdemar Møller - Mac, Jones' ven
- Gunnar Helsengreen - Mr. Leight
- Emanuel Gregers - Kai, Leights søn
- Olga Hofman - Lady Dombey
- Gudrun Houlberg - Maud, Jones' datter
- Hildur Møller - Ellis, Lady Dombeys datter
- Emil Skjerne - Jim, Lady Dombeys søn
- Emilie Otterdahl - Iris, Lady Dombeys datter